# Selaginella sechellarum
Selaginella sechellarum är en mosslummerväxtart som beskrevs av Bak.. Selaginella sechellarum ingår i släktet mosslumrar, och familjen mosslummerväxter. Inga underarter finns listade i Catalogue of Life.